# زومبي

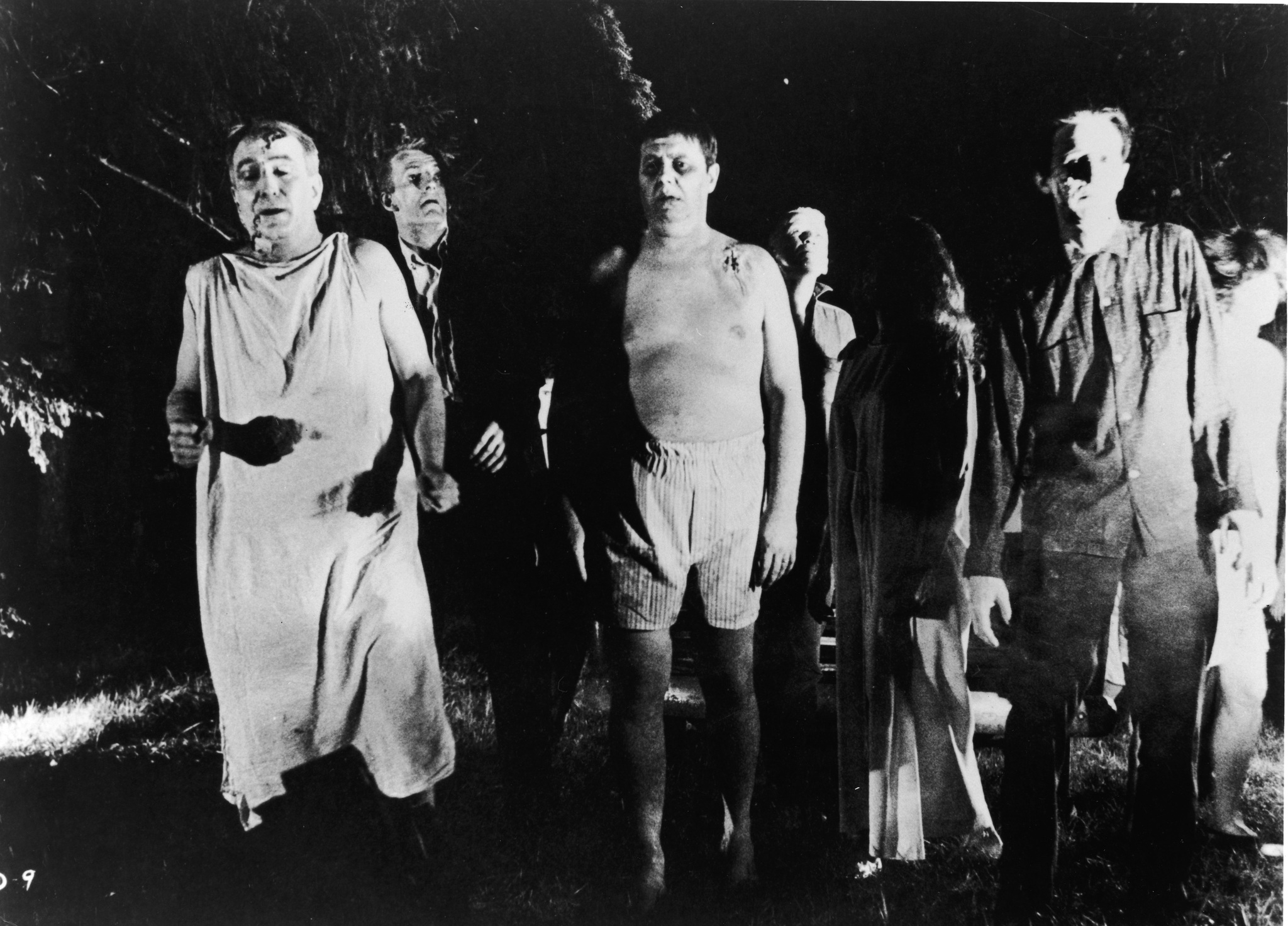
يعتبر فيلم ليلة الموتى الأحياء للكاتب جورج روميرو منشأ فكرة الزومبي في الثقافة الحديثة

الزومبي أو الموتى الأحياء (بالإنجليزية: Zombie) هو الجثة المتحركة التي أثارتها وسائل سحرية من الساحرات أو حدث خطأ بالعقل وغالبا ما يطبق هذا المصطلح غير الحقيقي لوصف شخص منوم مجرد من الوعي الذاتي.
منذ أواخر القرن ال19. وقد اكتسبت شخصية الزومبي شعبية وشهرة كبيرة خاصة عند الأطفال والمراهقين. خاصة في أمريكا الشمالية والفولكلور الأوروبي.
وفي العصر الحديث. تم تطبيق مصطلح «الزومبي» على الموتى الأحياء في أفلام الظلام والرعب. وتم تصوير فيلم يمثلهم سنة 1968 م من إخراج جورج روميرو وسَمَّاه ليلة الحي الميت.
وقد ظهرت شخصية الزومبي في الكثير من الأفلام والقصص وألعاب الفيديو والرسوم المتحركة على قنوات الأطفال والبرامج التلفزيونية الترفيهية.
يأتي المصطلح من الفولكلور الهايتي حيث الزومبي هو جسد ميت يتم إحياؤه بطرق مختلفة معظمها تنطوي على السحر. لا تنطوي الصور الحديثة لإنعاش الموتى بالضرورة على السحر، ولكنَّها غالبًا ما تستدعي أساليب الخيال العلميِّ مثل الناقلات، والإشعاع والأمراض العقلية، وناقلات الجراثيم، ومسببات الأمراض، والطفيليات، والحوادث العلمية وما إلى ذلك. ولتفسير هذه الظواھر الغريبة نختصر أن هناك جثة وضع فيها بعض العلماء فيروس أو جرثومة داخل عروق الجثة فانتقل الفيروس أو الجرثومة إلى الأعضاء الأخرى فوصلت الجرثومة إلى المخ فأعادت حركة الدماغ الذي هو مسؤول عن حركة الاعضاء الأخرى فتحركت الجثة كشخص عاد للحياة لكن الفيروس أو الجرثومة غيرت مجرى الأعصاب في الجثة فأصبحت لديها الرغبة في افتراس غيرها لأسباب مثيرة للجدل مثل داء الكَلَب.

## أصل الكلمة
في الفولكلور الهايتي، الزومبي (باللغة الفرنسية الهايتية: zombi، وباللغة الكريولية الهايتية: zonbi) تعني كائن غير ميت تم تحريكه بوسائل سحرية، مثل الشعوذة.
تم تسجيل الكلمة الإنجليزية "زومبي" لأول مرة في عام 1819، في كتاب تاريخ البرازيل للشاعر روبرت ساوذي، في شكل "zombi"، في إشارة إلى زعيم المتمردين الأفروبرازيلي المسمى زومبي وأصل اسمه من كلمة "nzambi". يعطي قاموس أكسفورد الإنجليزي أصل الكلمة من وسط إفريقيا ويقارنها بكلمتي الكونغو "نزامبي" (إله) و "زومبي" (تعويذة). يعرِّف قاموس كيمبوندو البرتغالي من عام 1903 الكلمة ذات الصلة nzumbi على أنها الروح، بينما يعرِّفها قاموس كيمبوندو البرتغالي اللاحق على أنها "روح من المفترض أن تتجول على الأرض لتعذيب الأحياء".
لم يتضح تمامًا كيف أُطلق على المخلوقات في أفلام الزومبي المعاصرة اسم "زومبي". لم يُشِر فيلم "ليلة الموتى الأحياء" (1968) إلى الأشرار من الموتى الأحياء باسم "زومبي"، بل وصفهم بدلاً من ذلك بـ"الغول" (على الرغم من أن الغول، الذي ينحدر من الفولكلور العربي، هم شياطين وليسوا أمواتًا أحياء). جورج روميرو استخدم مصطلح "غول" في نصوصه الأصلية، إلا أنه استخدم مصطلح "زومبي" في مقابلات لاحقة. استخدمت كلمة "زومبي" بواسطة روميرو في نصه الخاص بتكملة فيلمه "فجر الموتى" (1978)، بما في ذلك مرة واحدة في الحوار. وفقًا لروميرو، كان لنقاد السينما تأثير كبير في ربط مصطلح "زومبي" بمخلوقاته، وخاصة مجلة دفاتر السينما الفرنسية. في النهاية قبل هذا الارتباط، على الرغم من أنه ظل مقتنعًا في ذلك الوقت بأن "الزومبي" يتوافقون مع العبيد الموتى الأحياء في الفودو الهايتي كما هو موضح في الزومبي الأبيض مع بيلا لوغوسي.

## الزومبي في الفودو

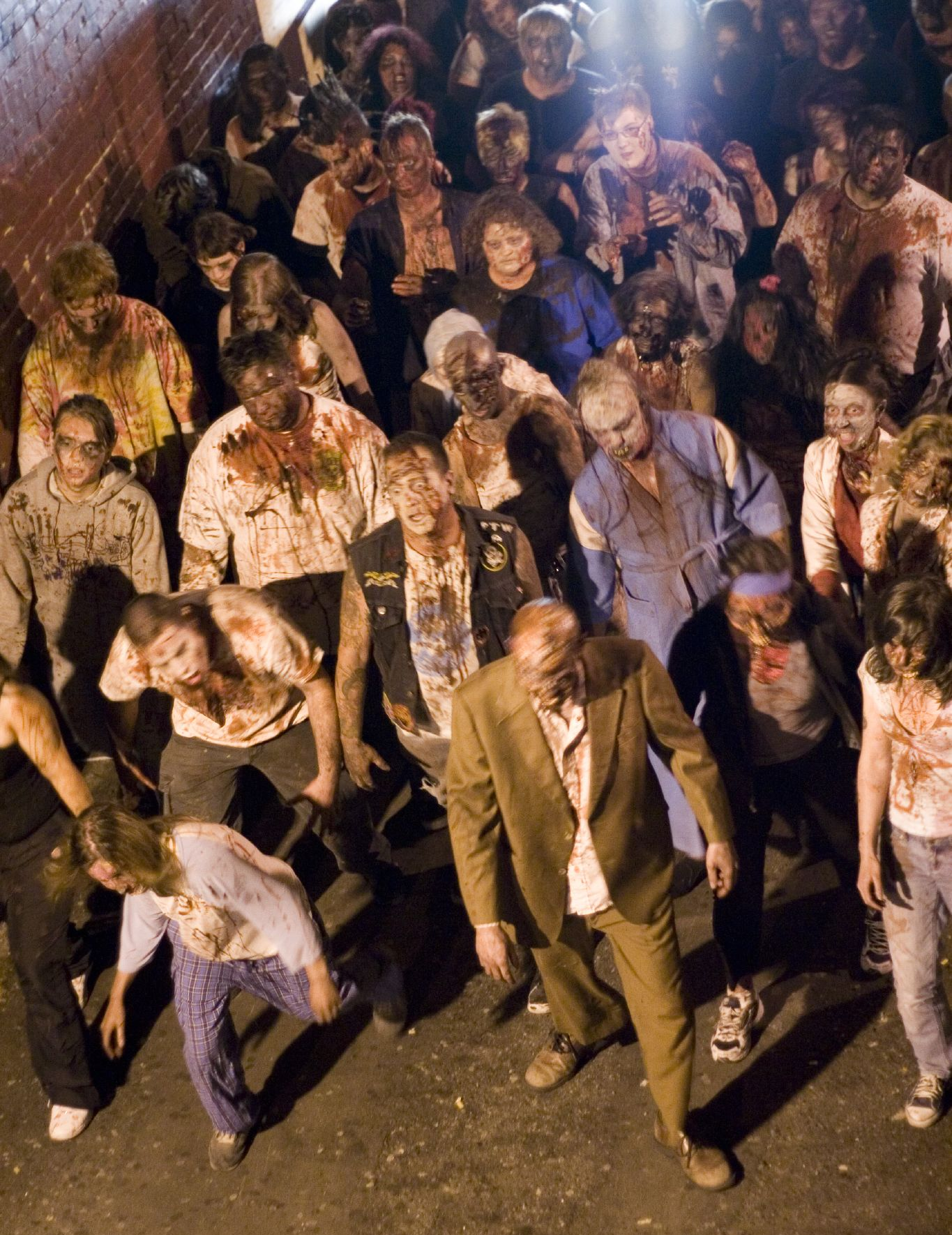
مجموعة من الزومبي من فيلم سوق اللحوم 3

ووفقا لتعاليم فودو، شخص ميت إحياء قبل بوكور، أو ساحر. الكسالى لا تزال تحت سيطرة بوكور منذ ليس لديهم إرادة خاصة بها. «زومبي الأفعى المؤلهة في الديانة الودونية» هو أيضا اسم آخر للثعبان الفودو، من أصل النيجر والكونغو، بل هو أقرب إلى (nzambi) كلمة كيكونغو، الأمر الذي يعني «إله». وهناك أيضا في إطار التقاليد الغربية الأفريقية زومبي الأفعى المؤلَّهة في الديانة الودونية نجميّ، الذي هو جزء من الروح البشرية التي يتم التقاطها من قبل بوكور وتستخدم لتعزيز قوة بوكورل. ويعتقد أن بعد وقت إرادة الله أن الروح من جديد وهكذا زومبي الأفعى المؤلَّهة في الديانة الودونية هي كيان مؤقت الروحية.
في عام 1937، أثناء بحثه الفولكلور في هايتي، واجه الزوراء نيل حالة امرأة ظهرت في القرية، وعائلة وادعى أنها كانت فيليسيا فيليكس، الموجهين، أحد أقرباء الذين لقوا حتفهم ودفنوا في عام 1907 عن عمر يناهز ال 29. متابعة الشائعات التي أُعطِيت للأشخاص المتضررين المخدرات القوية التأثير النفساني، لكنها لم تتمكن من تحديد موقع الأفراد على استعداد لتقديم الكثير من المعلومات. وكتبت:
"ما هو أكثر من ذلك، إذا كان العلم يحصل أي وقت مضى إلى الجزء السفلي من الفودو في هايتي وأفريقيا، وسيتم العثور على أن بعض الأسرار الطبية الهامة، لا تزال غير معروفة للعلوم الطبية، وإعطائها قوتها، وليس لفتات من مراسم."
وبعد عدة عقود، قدم واد ديفيس، وهو هارفارد، وهي قضية الدوائية عن الكسالى في كتابين، والثعبان وقوس قزح (1985) ومرور الظلام: ومن الكسول هايتي (1988). سافر ديفيس في هايتي في عام 1982، ونتيجة لتحقيقاته، وادعى أنه يمكن التغلب على شخص يعيش في غيبوبة من قبل اثنين من مساحيق خاصة يجري إدخالها في مجرى الدم (عادة عن طريق الجرح). العثور على السم الأول، انقلاب دي (بالفرنسية:ضربة مسحوق)، ويشمل. والثاني يتكون من مسحوق المخدرات فصامي مثل الداتورة نبات. معا، وقيل إن هذه المساحيق للحث على إقامة دولة مثل الموت الذي سيكون الضحية سوف تعرض تماما إلى أن من بوكور. ديفيس شعبية أيضا قصة نارسيس، والذي زعم أن يستسلم لهذه الممارسة.
وقد انتقد مطالبة ديفيس لعدد من الأخطاء العلمية، بما في ذلك الاقتراح من غير المحتمل أن الأطباء ساحرة هايتي يمكن أن تبقي على «الكسالى» في حالة من نشوة الناجمة عقاقيري لسنوات عديدة. تتراوح أعراض TTX التسمم من الخدر والغثيان والشلل واللاوعي، والموت، ولكن لا تشمل تشديد مشية أو نشوة الموت مثل. ووفقا لأعصاب تيرينس هاينز، والمجتمع العلمي وتنفي هو سبب هذه الحالة، وتقييم ديفيس للطبيعة تقارير الزومبي هايتي ساذج للغاية.
وأيضا يدل على أن الزومبي شخصية معروفة في كل مكان.

## معتقدات جنوب أفريقيا
في بعض المجتمعات المحلية في جنوب أفريقيا يعتقد أنه يمكن التغلب على شخص ميت في غيبوبة قبل ساحرة. وقد قيل: إن من الممكن تقسيم موجة من سانقوما بما فيه الكفاية قوية.
لقد علم مؤخرا بتقرير إحدى القنوات التلفزيونية بأن الزومبي الذي يعتقد به جنوب أفريقيا بأنه يعطي للشخص خلطة عشبية تؤدي إلى فقدان الشخص جميع أعماله الحيوية وتوقف عملياته الفسيولوجية لدى جميع خلاياه بحيث يعتبر شبه ميت لبعض الوقت ربما لساعات أو أيام وحتى لسنوات بحيث يشتبه ذووه ويظنونه ميتا ويدفنونه في زنزانته ومن ثم يظهر لهم حي بعد حين لكنه يفتقد للكثير من الإدراكات الذهنية... ويتهم السحرة في هذا الأمر.

## الثقافة الشعبية
الزومبي واجهة بانتظام في الرعب والخيال تحت عنوان الخيال والترفيه. ويُصَوَّر عادة على أنها طائشة، شمبل، الجثث المتحللة مع الطعام لحوم البشر، وفي بعض الحالات، والعقول البشرية على وجه الخصوص. اعتبارا من عام 2009، الزومبي ومصاصي الدماء تحديا لشعبيتها.

## في الأدب
كتب ويليام سيبروك في عام 1929 رواية الجزيرة المسحورة (The majic island) وهي من أوائل الأعمال الأدبية التي تناولت مفهوم الزومبي المرتبط بسحر الفودو في الثقافة الغربية، حيث يواجه بطل الرواية طقوس الفودو في هاييتي وعقائدهم التي تؤمن بالقدرة على إحياء الموتى.

## في السينما
يعدّ فيلم ليلة الموتى الأحياء (Night of the Living Dead) الصادر عام 1968 أحد أشهر الأفلام التي قدَّمت الزومبي في السينما العالمية. وأدى ظهور هذه النسخة الجديدة من الزومبي التي تختلف عن تلك الموصوفة في الفولكلور الهايتي إلى موجة من انتشار الزومبي في أفلام الرعب والخيال العلميِّ خلال النصف الأخير من القرن العشرين. وقد استوحى جورج روميرو جزئيًّا فكرة الفيلم من رواية لكاتب الخيال العلمي الأمريكي ريتشارد ماثيسون كتبها عام 1954 بعنوان «أنا أسطورة» (I Am Legend). لم يستخدم روميرو كلمة «زومبي» مطلقا في فيلم ليلة الموتى الأحياء، بل كان يشير إلى كائنات الموتى الأحياء التي تهاجم العامة طوال الفيلم مستخدما وصف الغيلان أو «الغول»، ولكن تداولها الجمهور فيما بعد مع موجة انتشار أفلام الزومبي مثل فيلم ظهور الموتى (Dawn of the Dead) في عام 1978. فيما بعد تناقص هذا النوع من أفلام الرعب لعدة سنوات.
ظهر الزومبي لأول مرة في فيديو كليب في أغنية Thriller ل مايكل جاكسون.  
في شرق آسيا، خلال أواخر عقد التسعينيات، أدَّت ألعاب الزومبي الإلكترونيَّة اليابانية مثل لعبة «الشر المقيم» (Resident Evil) ولعبة «بيت الرعب» (The House of the Dead) إلى عودة ظهور الزومبي في الثقافة الشعبية. كما قدَّمت لعبة «بيت الرعب» نوعًا جديدًا من الزومبي يختلف عن زومبي روميرو البطيء، وهو نمط الزومبي السريع.
أعقَبَت هذه الألعاب موجة من أفلام الزومبي الآسيويَّة منخفضة الميزانية مثل فيلم كوميديا الزومبي (Bio Zombie) عام 1998، وفيلم الحركة (Versus) في عام 2000.
وقد ظهرت على الساحة على الساحة موجة جديدة من أفلام الزومبي الغربيَّة في أوائل العقد الأول من القرن الحادي والعشرين، بما في ذلك الأفلام التي تميّزت فيها كائنات الزومبي بسرعة الحركة مثل أفلام: «بعد 28 يومًا» (28 Days Later)، وفيلم «الشر المقيم» (Resident Evil) عام 2002، و«بيت الرعب» (House of the Dead) الذي اقتُبِس منه اسم اللعبة الإلكترونية، والذي أعيد إنتاج نسخة جديدة منه في عام 2004، بينما كان الفيلم البريطانيِّ Shaun of the Dead (2004) الذي أنتج في عام 2004 والذي يصنَّف ضمن فئة أفلام الزومبي الكوميديَّة.
شهدت نهايات العقد الأول من القرن الحادي والعشرين إضفاء الطابع الرومانسي على نموذج الزومبي الأصلي، مع تصوير الزومبي بشكل متزايد على أنهم أصدقاء للبشر محبين لهم. ومن الأمثلة البارزة على هذا الطراز أفلام «أجسام دافئة» (Warm Bodies) الصادر في عام 2013، و(Zombies)، وروايات «آلهة أمريكيَّة» (American Gods) من تأليف نيل جايمان، و«جيل الموتى» (Generation Dead) لداينيل ووترز، و«أغنية العظام» (Bone Song) لجون ميني، وفيلم الرسوم المتحرَّكة «جثة العروس» (Corpse Bride)، والمسلسلات التلفزيونية (Pushing Daisies)، وiZombie))، ورواية المانجا التي تحوَّلت فيما بعد لمسلسل الإنمي «سانكاريا» (Sankarea). في الغرب، غالبًا ما يشار إلى هذا النمط من أفلام الزومبي الرومانسية باعتباره مؤيَّدا لجماعات مكافحة التمييز الذين يطالبون بالمساواة، فيتم تفسير العلاقة الرومانسيَّة بين الإنسان والزومبي للدلالة على التحرر الجنسي، وكسر المحرَّمات (نظرًا لأن الزومبي لديهم رغبات جامحة غير خاضعة لقواعد العلاقات الاجتماعية العادية).

## في الفن
قامت الفنانة الكندية جيليان ماكدونالد بالعديد من أعمال فن الفيديو التي تتضمن الزومبي وعرضتها في 8 سبتمبر 2006 خلال عرض للفنون المتحركة لها بعنوان «مكياج الرعب»، في معرض وليامزبرج ببروكلين.
كما كرس الفنان التشكيليّ وفنان التصوير الفرنسي كريم شاريديب عمله لشخصية الزومبي. وفي عام 2007، قام بعمل فيديو تركيبي في فيلا سافوي بعنوان «معهم!!!» حيث سار الزومبي في الفيلا مثل السياح.

## في ألعاب الفيديو
أثار إصدار لعبتي الرعب Capcom's Resident Evil وSega's The House of the Dead جنونًا دوليًا لألعاب الزومبي. في عام 2013، قال جورج روميرو إن ألعاب الفيديو مثل لعبة الشر المقيم، وبيت الرعب، قد أشاعت الزومبي في الثقافة الشعبية في أوائل القرن الحادي والعشرين أكثر من أي شيء آخر. ترجع أصول الزومبي الحديث السريع إلى هذه الألعاب، فمع ظهور كلاب الزومبي السريعة في لعبة الشر المقيم Resident Evil والزومبي البشري السريع في لعبة بيت الرعب House of the Dead، أصبح كلّ منها فيما بعد عنصرًا أساسيًا في أفلام الزومبي الحديثة.
أصبح الموتى الأحياء أو الزومبي موضوعًا شائعًا لألعاب الفيديو، لا سيما فيما يتعلق برعب البقاء على قيد الحياة، والتسلل، وإطلاق النار من منظور الشخص الأول، وأنواع ألعاب تبادل الأدوار. حظيت بعض الألعاب بشهرة إعلامية كاسحة  في عالم ألعاب الخيال الرعب مثل لعبة ريزيدنت إيڨل، أو الشر المقيم، وبيت الرعب أو ذا هاوس أوف ديد، ولعبة سايلنت هيل، ولعبة ديد رايزنج، ولعبة ديد أيلاند، ولعبة ليفت فور ديد، ولعبة داينج لايت، ولعبة ستيت أوف ديكاي، ولعبة ذا لاست أوف أس، ولعبة زومبيز التي تنتمي لسلسلة ألعاب كول أوف ديوتي.
تم إصدار سلسلة من الألعاب أيضًا استنادًا إلى البرنامج التلفزيوني الشهير ""الموتى السائرون، الذي تم بثه لأول مرة في عام 2010. وتعتبر لعبة وورلد أوف ووركرافت التي صدرت لأول مرة في عام 2004، من مثالًا للعبة الفيديو التي يمكن فيها للأفراد أن يختاروا مخلوق يشبه الزومبي كشخصية لاعب فردي (كان إصدار سابق من نفس السلسلة قد سمح للاعب بالتحكم في جيش من الموتى الأحياء)
كانت لعبة بلانتس ڨيرسس زومبيز من إصدار شركة بوب كاب جيمز، هي لعبة دفاع مضحكة، وقد حققت نجاحًا مستقلاً في عام 2009، وظهرت في العديد من أفضل قوائم الألعاب في نهاية ذلك العام.
تعد لعبة أوربان ديد متعددة اللاعبين على الإنترنت وهي لعبة تبادل للأدوار، لعبة إلكترونية مجانية تعتمد على الشبكة حيث يقاتل الزومبي، والناجون من أجل السيطرة على مدينة مدمرة، وهي واحدة من أكثر الألعاب شعبية من نوعها.
كانت للعبة داي زي وهي لعبة من فئة رعب البقاء على قيد الحياة أمام الزومبي ضمن إصدارات لعبة أرما2 الفضل في بيع أكثر من 300000 وحدة من اللعبة الأصلية في غضون شهرين من إصدارها. بعد أكثر من عام، أنشأ مطورو اللعبة نسخة مستقلة من نفس اللعبة، والتي باعت حتى الآن 3 ملايين نسخة منذ إصدارها في ديسمبر 2013.
ذكر روميرو في وقت لاحق أنه يعتقد أن الكثير من هواجس القرن الحادي والعشرين حيال الزومبي يمكن إرجعاها في الأساس لألعاب الفيديو أكثر من الأفلام، مشيرًا إلى أنه حتى صدور فيلم أرض الزومبي في عام 2009 لم تكن أفلام الزومبي قادرة على تحقيق إيرادات أكثر من 100 مليون دولار.
وبمعزل عن ألعاب الفيديو، ظهر الزومبي بشكل متكرر في ألعاب الورق المتداولة، مثل لعبة ماجيك ذا جاذرينج، أولعبة ي وجي أوه (التي تحتوي حتى على نوع وحوش الزومبي)، وكذلك في ألعاب المحاكاة، مثل لعبة سجون وتنانين، وألعاب الطاولة، وألعاب منضدية مثل لعبة وارهامر. لعبة «بشر ضد زومبي» هي لعبة حركة حية بطابع الزومبي يتم لعبها في حرم الجامعات.
أشاد الصحفي الأمريكي كايل هيل في مقال لمجلة ساينتيفيك أميريكان بلعبة ذا لاست اوف أس لعام 2013 بسبب معقولية اللعبة، والتي استندت فيها فكرة ظهور أعداء من الزومبي إلى سلالة خيالية من فطر كورديسيبس، والتي لها خصائص طفيلية حقيقية. على الرغم من المعقولية، حتى الآن لم تكن هناك حالات موثقة لإنسان مصاب بفضل طفيليات فطر الكورديسيبس.
ظلت ألعاب الفيديو المبنية على الزومبي شائعة في أواخر عام 2010، كما يتضح من النجاح التجاري لإصدار لعبة ريزيدنت إيڨل2، ودايز جان في عام 2019. قد تُعزى هذه الشعبية الدائمة، جزئيًا، إلى حقيقة أنه من غير المتوقع أن يُظهر أعداء الزومبي مستويات كبيرة من الذكاء، مما يجعلها سهلة البرمجة نسبيًا. ومع ذلك، لذا فإن المزايا الأقل واقعية، مثل تلك المتعلقة بسرد القصص والتمثيل تزداد أهمية.

## في الموسيقى
تم الاحتفاظ بمقطع الفيديو المصاحب لأغنية لمايكل جاكسون بعنوان «ثريلر» الذي صدر عام (1983)، والذي يرقص فيه مع مجموعة من الزومبي، باعتباره تراثًا ثقافيًا في سجل الأفلام الوطني بمكتبة الكونغرس. أشادت العديد من وسائل الإعلام للثقافة الشعبية بهذا الفيديو، مثل تجمع 14000 طالب جامعي يرتدون زي الزومبي في مكسيكو سيتي، و1500 سجين يرتدون بذلات برتقالية يعيدون إنشاء رقصة الزومبي في شريط فيديو سريع الانتشار.
في بروكلين يدمج ثلاثي الهيب هوب المعروف باسم فلاتبوش زومبيز العديد من الاستعارات من خيال الزومبي ويلعبون في موسيقاهم حول موضوع نهاية العالم وظهور الزومبي. يصورون أنفسهم على أنهم «أموات على قيد الحياة»، ويصفون استخدامهم للمخدرات مثل إل إس دي LSD وفطر ال سيلُوسيبين بأنه تسبب لهم في تجربة موت الأنا والولادة من جديد.

## في الأنشطة الاجتماعية
تم تنظيم مسارات المشي الزومبي، إما باعتبارها فن أداء، أو كجزء من الاحتجاجات التي تسخر من التطرف السياسي، أو اللامبالاة.
أحد أشكال مسيرة الزومبي هو سباق الزومبي. هنا يقوم المشاركون بالجري لمسافة 5 كيلومترات وهم يرتدون حزامًا يحمل عدة أعلام «حياة». إذا تمكن الزومبي المطاردون من التقاط كل الأعلام التي يحملها العداء يصبح العداء «مصابًا»، أما إذا وصل إلى خط النهاية، فإن المشارك يعتبر ناجيا من الزومبي، وفي كلتا الحالتين يمنح ميدالية المشاركة المناسبة.